# جركفارة
الجركفارة (الاسم العلمي:Dearcmhara) هو جنس من الزواحف البحرية ظهر في أوائل وبقي إلى منتصف العصر الجوراسي منذ حوالي 170 مليون سنة وتم التعرف عليه من بقايا أحفورية وجدت في جزيرة سكاي في اسكتلندا. النوع النمطي هو الجركفارة الشوكروسية. تم اكتشاف بقايا أحفورية مجزأة لهذا الحيوان من قبل صيادي الأحافير الهواة في عام 1959 وتم التبرع بها في وقت لاحق إلى المتحف ولكن تم الإعلان بعد بحث علمي في عام 2014 أن هذه الأحافير تعود إلى أنواع لم تكن معروفة سابقا. الاسم العلمي ديرمهارة يلفظ بالغيلية الاسكتلندية جركفارة وتعني «العظاءة البحرية».